# Wassili Pawlowitsch Tichonow
Wassili Pawlowitsch Tichonow (russisch Василий Павлович Тихонов; * 19. November 1960) ist ein ehemaliger sowjetischer Ruderer.

## Werdegang
Bei den Olympischen Spielen 1988 in Seoul trat für die Sowjetunion in der Achter-Regatta ein völlig neu zusammengesetztes Boot an und gewann die Silbermedaille hinter dem Deutschland-Achter. Die Crew von 1988 bestand aus Wassili Tichonow, Wiktor Omeljanowytsch, Andrei Wassiljew, Pawlo Hurkowskyj, Mykola Komarow, Weniamin But, Wiktor Diduk, Alexander Dumtschew, und Steuermann Alexander Lukjanow.
Bei den Olympischen Sommerspielen 1992 in Barcelona belegte Tichonow mit dem Achter des Vereinten Teams den zehnten Platz.
Tichonow ist mit der ehemaligen Ruderin Iryna Kalimbet verheiratet.